# Nguyễn Bích Huệ
Nguyễn Bích Huệ (27 tháng 2 năm 1924 – 25 tháng 8 năm 2005) là chủ ngân hàng và quan chức Việt Nam Cộng hòa, từng giữ chức Tổng trưởng Bộ Tài chánh Việt Nam Cộng hòa.

## Tiểu sử
Nguyễn Bích Huệ sinh ngày ngày 27 tháng 2 năm 1924 ở Hà Nội, Bắc Kỳ, Liên bang Đông Dương.
Trong những năm đầu đời, ông tốt nghiệp Đại học Paris, Viện Thống kê và Nghiên cứu Kinh tế Paris, Trường Hành chính Quốc gia Pháp, và thi đậu lấy bằng luật. Năm 1955, ông được cất nhắc lên làm Tổng thư ký Ủy ban Kinh tế - Tài chính Bộ Kế hoạch, cùng năm, ông giữ chức vụ Giám đốc Ngân hàng Quốc gia Việt Nam chi nhánh Huế cho đến năm 1956.
Từ năm 1959 đến năm 1967, ông được bổ nhiệm làm Giám đốc kinh doanh và nghiên cứu Ngân hàng Quốc gia Việt Nam. Từ năm 1968 đến năm 1969, ông được thăng lên chức Tổng Giám đốc Ngân hàng Quốc gia Việt Nam. Từ năm 1969 đến năm 1971, ông lên làm Tổng trưởng Bộ Tài chánh dưới thời Tổng thống Nguyễn Văn Thiệu.
Ông qua đời tại Quận Fulton, Georgia, Hoa Kỳ ngày 25 tháng 8 năm 2005.

## Đời tư
Nguyễn Bích Huệ tin theo tín ngưỡng Phật giáo, ông lấy vợ là bà Bùi Khuê Đức, sinh được hai người con trai và một cô con gái. Vợ ông qua đời vào ngày 11 tháng 5 năm 2015, hưởng thọ 89 tuổi.